# Bidźapur

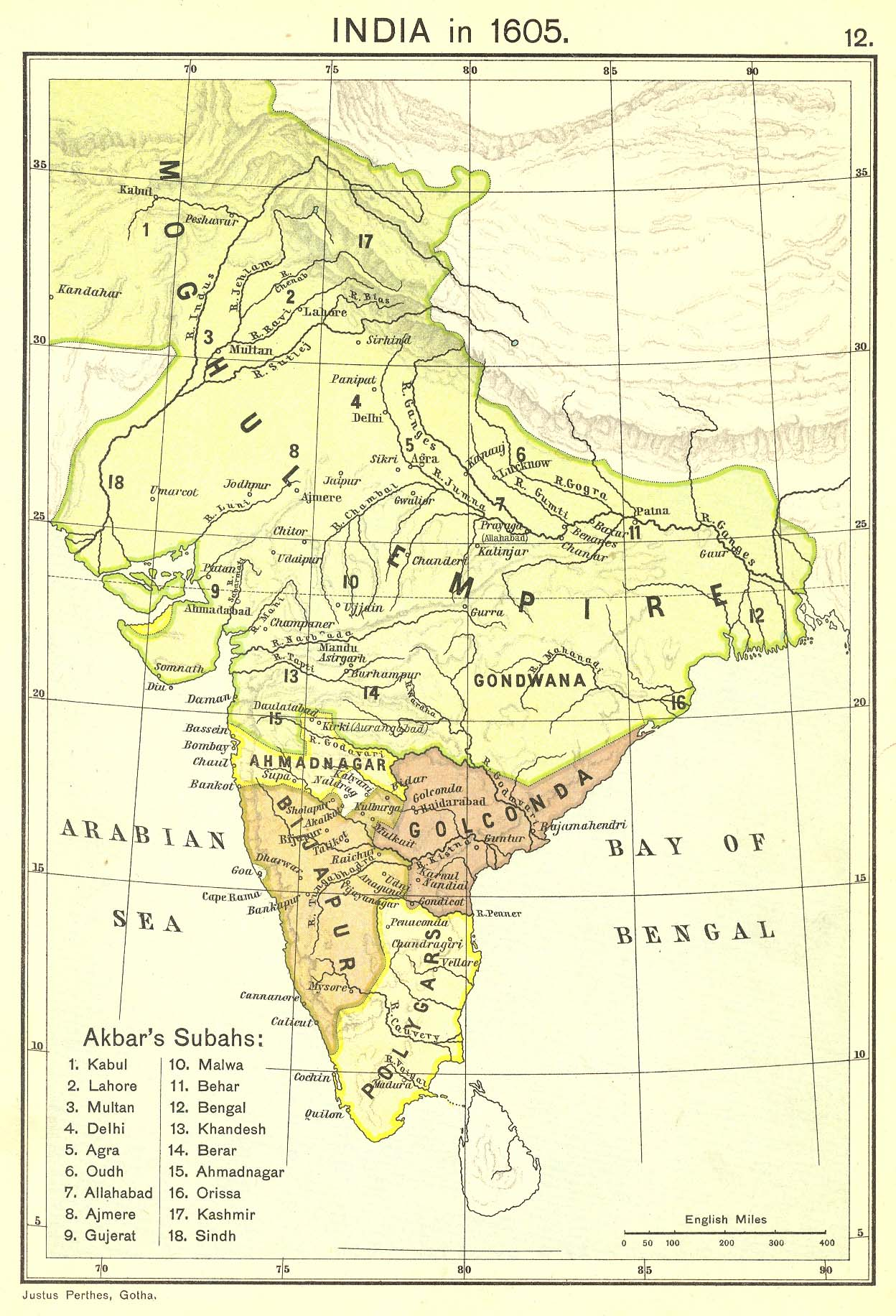
Obszar Bidźapuru na początku XVII wieku (kolor pomarańczowy)

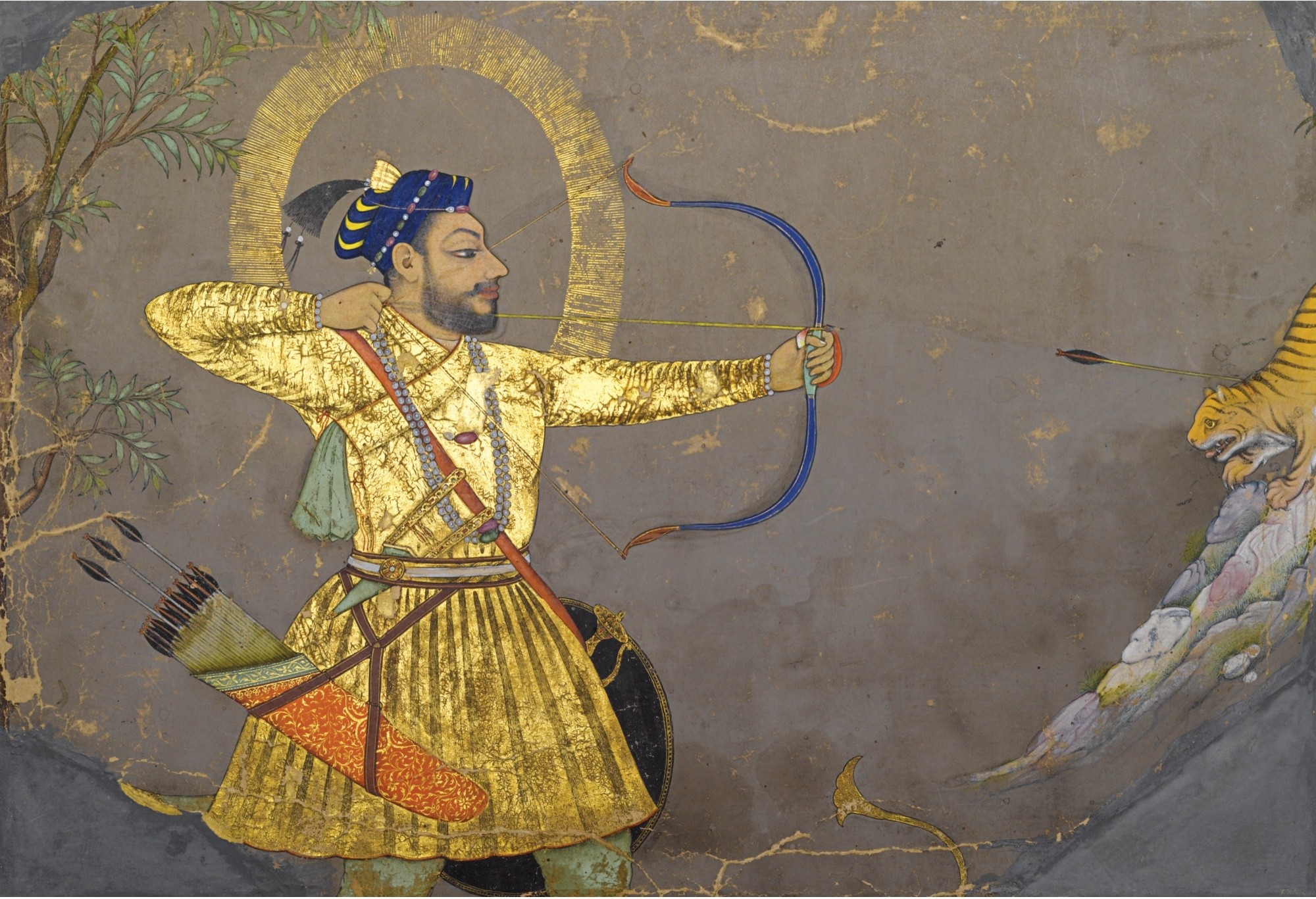
Sułtan Ali Adil Szah II polujący na tygrysa. Bidźapur słynął ze swojej szkoły malarskiej specjalizującej się w miniaturach.

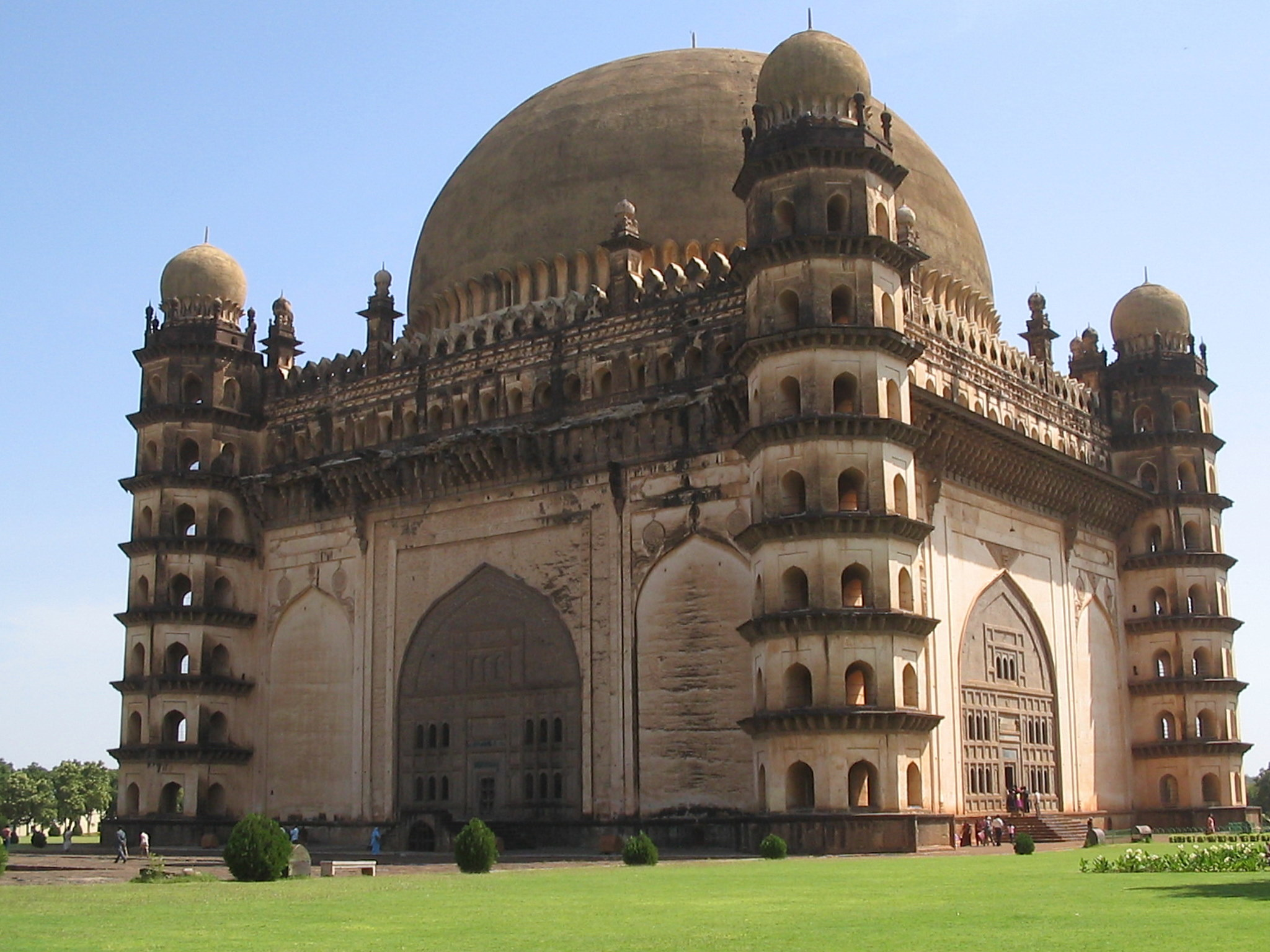
Gol Gumbaz, zbudowany w latach 1626-56 grobowiec sułtana Muhammada Adil Szaha, posiada drugą co do wielkości kopułę na świecie (po bazylice św. Piotra w Rzymie). Budynek łączy, w typowy dla epoki sposób, cechy architektury muzułmańskiej i hinduskiej.

Bidźapur, Bidżapur (ang. Bijapur) – dawny sułtanat w południowych Indiach, ze stolicą w mieście Bidźapur. Jeden z tzw. sułtanatów dekańskich powstałych na przełomie XV i XVI wieku po rozpadzie większego państwa Bahmanidów. Rządzone było przez sułtanów z dynastii Adil Szahów od roku 1489 do zdobycia go w 1686 przez władcę Wielkich Mogołów – Aurangzeba.
Przez niemal cały okres istnienia sułtanatu toczył on nieustanne wojny o hegemonię nad Dekanem zarówno z sąsiednimi państwami muzułmańskimi (Ahmadnagarem, Berarem, Bidarem i Golkondą), jak i położonym na południu hinduskim Imperium Widźajanagaru. Gdy w XVI wieku Widźajanagar osiągnął szczyt potęgi i narzucił Bidźapurowi swe zwierzchnictwo sułtanaty zawarły koalicję i w 1565 rozgromiły siły hinduskiego królestwa w wielkiej bitwie pod Talikotą i złupiły potężną stolicę imperium. Od tej pory Widźajanagar przestał zagrażać Bidźapurowi, a bogate łupy zdobyte w hinduskim królestwie pozwoliły uświetnić bidźapurską stolicę. Następne kilkadziesiąt lat to okres największego rozkwitu sułtanatu. Jednak politycznie położenie państwa wiele się nie zmieniło. Zwycięska koalicja szybko się rozpadła i rywalizujące ze sobą państwa muzułmańskie nadal toczyły zaciekłe wojny. Ich kresu nie położyło nawet nowe zagrożenie, jakie pojawiło się z północy, gdy Dekan postanowili podbić Mogołowie. W II połowie XVII wieku dodatkowo ziemie Bidźapuru zaczęły najeżdżać armie nowo powstałego państwa Marathów. Sułtanaty nie zdołały przezwyciężyć animozji i nie zjednoczyły się przeciw silniejszemu wrogowi. Bidźapur nawet wysłał Mogołom posiłki podczas ich podboju sąsiedniego Ahmadnagaru. Niedługo później sam padł ofiarą agresji mogolskiej – Aurangzeb zdobył stolicę kładąc kres państwu w 1686 roku.

## Sułtanowie Bidźapuru
- Jusuf Adil Szah (1489-1510)
- Ismail Adil Szah (1510-1534)
- Mallu Adil Szah (1534)
- Ibrahim Adil Szah I (1534-1558)
- Ali Adil Szah I (1558-1580)
- Ibrahim Adil Szah II (1580-1627)
- Muhammad Adil Szah (1627-1657)
- Ali Adil Szah II (1657-1672)
- Sikandar Adil Szah (1672-1686)